# Габрилович, Алексей Евгеньевич
Алексе́й Евге́ньевич Габрило́вич (5 октября 1936, Москва — 15 октября 1995, Москва) — советский и российский кинорежиссёр. Заслуженный деятель искусств РФ (1993).

## Биография
Родился 5 октября 1936 года в Москве в семье писателя и драматурга Евгения Габриловича. В 1959 году окончил сценарный факультет Всесоюзного государственного института кинематографии (мастерская Евгения Габриловича и Ильи Вайсфельда).
По окончании института работал режиссёром на Центральном телевидении. Был одним из авторов «Голубого огонька». Поставил ряд телевизионных документальных фильмов.
Руководил режиссёрской мастерской во ВГИКе.
Умер 15 октября 1995 года на 60-м году жизни, в Москве. Похоронен рядом с отцом в Москве на Новодевичьем кладбище (участок № 1).

### Личная жизнь
- Первая жена — Татьяна Бестаева, актриса
- Вторая жена — Майя Булгакова, актриса[1]
  - Дочь — Мария Габрилович, адвокат[2]
- Третья жена — Алёна Габрилович
  - Дети — Нина Габрилович, Женя Габрилович

## Фильмография
- 1960 — Юность Большого Гая
- 1966 — Фабрика манекенов — пропагандистский фильм о том, как американская система превращает людей в солдат-манекенов
- 1967-1968 — Летопись полувека (сериал)[3]
- 1967 — Альфа и омега[3]
- 1968 — С фронта на фронт
- 1969 — Мы — молодая гвардия. Подняты по тревоге
- 1971 — Монолог о Пушкине
- 1974-1975 — Главная улица России
- 1976 — Ещё не волшебники...
- 1976 — Секрет Виктора Санеева
- 1977 — Гимнаст Николай Андрианов
- 1977 — Осенняя прогулка
- 1978 — Маоизм — трагедия Китая  Видео
- 1978 — Встреча в Останкино[3]
- 1980 — Поздние свидания (автор сценария)
- 1983 — Конкурс
- 1981 — «Семейный круг»[3] (три серии: "Кто у вас глава семьи?" Видео, "Паша + Ира = Сцены из жизни молодоженов" Видео и "Как живёте, бабушка?" Видео)
- 1983 — Цирк нашего детства
- 1983 — Взлет продолжается. К 50-летию конструкторского бюро им. Сергея Ильюшина
- 1984 — Футбол нашего детства
- 1985 — Дешины — семейный портрет. О трех поколениях педагогов (совместно с С.М. Зеликиным) Видео
- 1986 — Кино нашего детства[3]
- 1986 — Перестройка [3]
- 1988 — Невозможный Бесков
- 1989 — Крайние земли
- 1989 — Цирк для моих внуков
- 1990 — Вспоминая Раневскую
- 1991 — Андрей (об А. А. Миронове)
- 1992 — Дворы нашего детства
- 1995 — Бродвей нашей юности

## Награды и премии
- заслуженный деятель искусств РФ (1993)
- Государственная премия РСФСР имени братьев Васильевых (1987) — за цикл телевизионных документальных фильмов «Цирк нашего детства» (1983), «Футбол нашего детства» (1986), «Кино нашего детства» (1987)